# جون فيليبس (مقاتل)
جون فيليبس (بالإنجليزية: John Phillips؛ مواليد 9 يونيو 1985) هو مقاتل فنون القتال المختلطة أمريكي. ينافس في الوزن المتوسط في يو إف سي.

## وصلات خارجية
- جون فيليبس (مقاتل) على موقع يو إف سي (الإنجليزية)
- جون فيليبس (مقاتل) على موقع شيردوغ (الإنجليزية)